# Bikram Choudhury

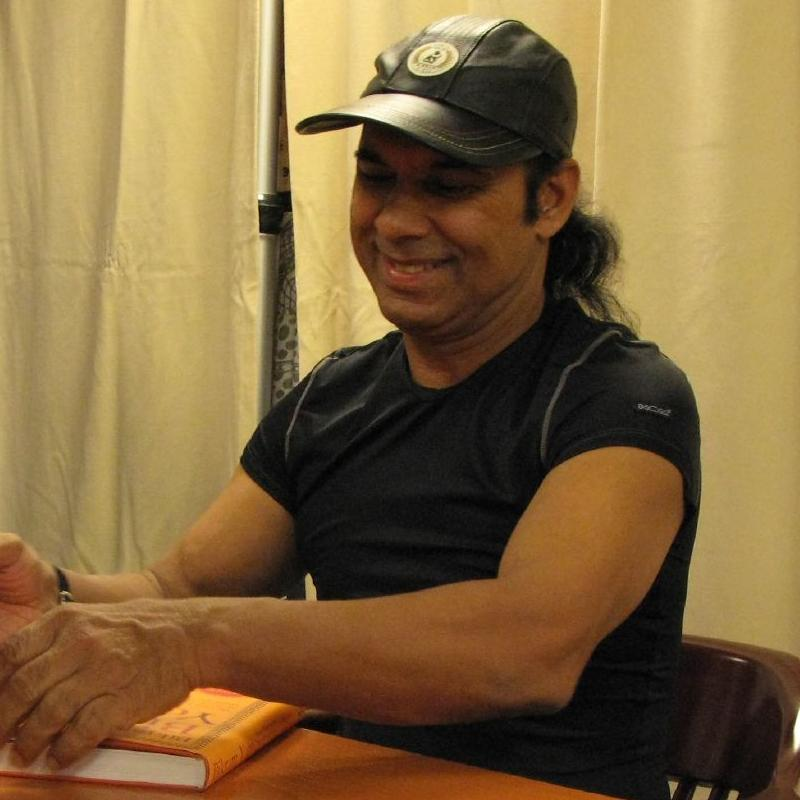
Bikram Choudhury, 2007

Bikram Choudhury (* 10. Februar 1946 in Kalkutta) stellt sich öffentlichkeitswirksam als Begründer des Bikram-Yogas dar.
Gegen Choudhury wurden in den Vereinigten Staaten mehrere Zivilklagen erhoben, in denen ihm sexuelle Übergriffe sowie rassistisch motivierte Diskriminierung ethnischer und sexueller Minderheiten vorgeworfen wurden. Im Jahr 2017 sprach ein Gericht seiner ehemaligen Anwältin Minakshi „Micki“ Jafa-Bodden 7 Millionen US-Dollar zu und übertrug ihr die Kontrolle über sein Yoga-Unternehmen. Choudhury verließ daraufhin die USA in Richtung Indien und leistete die Zahlung nicht. Nach vorliegenden Berichten setzt er seine Tätigkeit als Ausbilder von Yogalehrern im Ausland, unter anderem in Spanien und Mexiko, fort.

## Leben
Bikram Choudhury schreibt in seinen Büchern, dass er schon als kleiner Junge Yoga praktiziert habe und ein Schüler von Bishnu Charan Ghosh gewesen sei. Des Weiteren sei er mit 13 Jahren indischer Yogameister geworden und habe den Titel drei Jahre lang verteidigt. Diese Angaben wurden indes angezweifelt.
Nach eigener Aussage zog sich Bikram Choudhury 1966 eine schwere Knieverletzung beim Gewichtheben zu und begab sich nach der Heilung nach Mumbai, wo er sein Bikram-Yoga entwickelte mit einer festen Abfolge von 26 Asanas und zwei Atemübungen.
1973 ging Bikram Choudhury nach Kalifornien, wo er in Los Angeles das „Bikram Yoga College of India“ gründete. 1978 publizierte er das Buch Bikrams' Beginning Yoga Class.
Mittlerweile gibt es in den USA und in Europa über 1200 Bikram-Yogaschulen, wobei nur Yogalehrer zugelassen werden, die in einer seiner Schulen eine entsprechende Ausbildung hatten.
Bikram Choudhury initiierte auch einen Yogawettbewerb in seiner Schule in Los Angeles, den er nach seinem Lehrer „Bishnu Charan Ghosh Yoga Asana Championship“ nennt. Die Teilnehmer müssen fünf Pflichtasanas und zwei Asanas nach freier Wahl vorführen, bewertet wird nach Körperbau, Kleidung, Stil und Ausführung der Asanas.

## Kritik
Choudhury ließ seine spezielle Āsana-Sequenz (nicht die Stellungen als solche) in den USA patentieren, was zu Kritik bei amerikanischen Yoga-Gemeinschaften führte.
Zum anderen behauptet er, das geistige Eigentum an der gelehrten Bewegungsabfolge zu haben. „Bikram Yoga“ ist als EU-Marke eingetragen. Dadurch wird aber kein Recht an der Bewegungsabfolge als solche begründet. Durch die durch den Yogi Mukul Dutta verursachte Veröffentlichung der schriftlichen Lehre von Bishnu Charan Ghosh (YOGA-CURE) ist belegt, dass die Stellungen und die Abfolge dieser Stellungen nicht durch Bikram entwickelt wurden, sondern die Schöpfung und somit eine Kopie der Lehre seines Meisters Bishnu Charan Ghosh sind.
Bikram Choudhury zeigte sich in Teilen unwissend hinsichtlich der Yogageschichte. So gab er an, Patanjali hätte vor über 4000 Jahren gelebt und hätte 84 Asanas überliefert, obschon im Yogasutra von Patanjali keine einzige Asana beschrieben wird. Zudem behauptet er, Yogawettbewerbe hätten in Indien eine zweitausendjährige Tradition.

## Gerichtliche Auseinandersetzungen
Minakshi Jafa-Bodden arbeitete von 2011 bis März 2013 für Bikram; im März 2013 wurde sie nach eigener Angabe abrupt und unrechtmäßigerweise gekündigt. Jafa-Bodden beschreibt Bikrams fortwährend diskriminierendes, aggressives und abwertendes Verhalten gegenüber Frauen, Homosexuellen und Minderheiten. Sie gab an, während ihrer Tätigkeit für Bikram sowohl Zeugin als auch Opfer dieser Verhaltensweisen gewesen zu sein. Eine weitere Yogalehrerin erstattete im März 2013 Anzeige wegen Vergewaltigung.
Im Januar 2014 liefen gegen Bikram insgesamt 5 Gerichtsverfahren, in denen ihm sexuelle Belästigungen und Vergewaltigungen vorgeworfen wurden. Zwei ehemalige Anhängerinnen zeigten ihn im Mai 2013 an. Eine Klägerin beschreibt eine Kult-ähnliche Atmosphäre, in der Bikrams engste Anhänger ihm dabei halfen, junge und attraktive Frauen für eine Yogalehrer-Ausbildung anzuwerben und so für Bikram zugänglich zu machen. 2015 lagen sechs Anklagen wegen sexueller Übergriffe gegen Bikram Choudhury vor.
Im Rahmen der Voruntersuchungen zu den Vorwürfen fiel Bikram in Verhören durch scheinbar mangelnde Selbstkontrolle und kontroverse Aussagen auf. So reagierte er beispielsweise bei einem Verhör auf die Feststellung, dass er laut seiner Aussagen drei Dinge nicht möge, mit:
„No, I don´t. Not three things, four things. I always said, I don´t like cold weather, cold food, cold heart and cold pussy.“ (Deutsch: „Nein, das ist falsch. Nicht drei Dinge, vier Dinge. Ich sagte immer, ich mag kein kaltes Wetter, kaltes Essen, kaltes Herz und kalte Muschi.“)
2016 wurde Choudhury wegen Belästigung und Diskriminierung im Fall Jafa-Bodden zur Zahlung von 7 Millionen US-$ Schadenersatz und Schmerzensgeld verurteilt.
Die Zahlung des Schadensersatzes ist bis heute nicht erfolgt (Stand 20. November 2019). Bikram hat kurz nach der Urteilsverkündung die USA verlassen. Bei der anschließenden Scheidung von seiner Frau ging ein Teil seines Vermögens an diese über. Einige der 5 Klagen wegen sexueller Belästigung und Vergewaltigung wurden mit einem Vergleich beendet.

## Veröffentlichungen
- Bikram's Beginning Yoga Class. Los Angeles 1978. Deutsch: Bikram Yoga. Das Praxisbuch. München 2005, ISBN 3-7787-8179-0.
- The Guru Behind Hot Yoga Shows the Way to Radiant Health and Personal Fulfillment. Harper Collins 2007. Deutsch: Der Weg zu Gesundheit und innerer Zufriedenheit. Riva, 2008, ISBN 978-3-936994-93-3.